# Warugi
Warugi (Scopidae) – monotypowa rodzina ptaków z rzędu pelikanowych (Pelecaniformes).

## Zasięg występowania
Rodzina obejmuje dwa gatunki, w tym jeden współcześnie żyjący, zamieszkujący Afrykę Subsaharyjską, Madagaskar i Półwysep Arabski.

## Morfologia
Długość ciała 50–56 cm; masa ciała 415–430 g.

## Systematyka

### Etymologia
- Scopus (Scops): gr. σκια skia „cień” (por. σκοπος skopos „obserwator, opiekun”, od σκοπεω skopeō „badać”)[10].
- Umbretta: epitet gatunkowy Scopus umbretta J.F. Gmelin, 1799; fr. nazwa „Ombrette” nadana warudze z powodu jej jednolitego upierzenia w kolorze umbry lub ziemisto-brązowym, od wł. terra d’ombra „umbra”[11]. Nowa nazwa dla Scopus Brisson, 1760.
- Cepphus: gr. κεπφος kepphos „nieznany blady ptak wodny”, później różnie identyfikowany (np. nawałnik, mewa, głuptak, alka), wspomniany przez Arystotelesa, Dionizjusza, Hezychiusza i innych autorów[12]. Gatunek typowy: Cepphus scopus Wagler, 1827 (= Scopus umbretta J.F. Gmelin, 1799).

### Podział systematyczny
Do rodziny należy jeden rodzaj z jednym współcześnie żyjącym gatunkiem i jednym wymarłym:
- Scopus umbretta J.F. Gmelin, 1799 – waruga
- Scopus xenopus Olson, 1984 – takson wymarły